# Richard Quine
Richard Quine (ur. 12 listopada 1920 w Detroit w stanie Michigan, zm. 10 czerwca 1989 w Los Angeles w stanie Kalifornia) – amerykański reżyser, aktor, scenarzysta i producent filmowy; występował także w radiu.
Był synem aktorów wodewilowych. Na dużym ekranie zadebiutował już jako 12-letni chłopak w filmie Mervyna LeRoya. Później zagrał jeszcze w około 20 filmach. Pod koniec lat 40 wycofał się z aktorstwa i w 1948 zadebiutował jako reżyser realizując wspólnie z Williamem Asherem film Leather Gloves.

## Życie prywatne
W latach 1943-48 jego żoną była aktorka Susan Peters. Małżeństwo zakończyło się rozwodem. Później miał jeszcze trzy żony, były to: Barbara Bushman, Fran Jeffreis i Diana Balfour. Ze związku z Barbarą Bushman miał dwie córki. Związany był także z Kim Novak.
Popełnił samobójstwo strzelając sobie w głowę w swoim domu w Los Angeles.

## Filmografia
Reżyser:
- Moja siostra Eileen (1955); także scenariusz
- Czarna magia na Manhattanie (1958)
- Obcy, gdy się spotkają (1960; inny tytuł Spotkało się dwoje obcych); także produkcja
- Świat Suzie Wong (1960)
- Urocza gospodyni (1962)
- Kiedy Paryż wrze (1964; inny tytuł Jak zdobyć sławę i piękną dziewczynę); także produkcja
- Jak zamordować własną żonę (1965)
- Hotel (1967)
- Columbo (serial TV; odcinek pt. Sztylet wyobraźni z 1972)
- Więzień Zendy (1979)
- Szatański plan doktora Fu Manchu (1980); reż. wspólnie z Peterem Sellersem i Piersem Haggardem

Aktor:
- Laski na Broadwayu (1941)
- Dla mnie i mojej dziewczyny (1942)
- Słowa i muzyka (1948)